# Albert Norden
Albert Norden, né le 4 décembre 1904 à Myslowitz, en Haute-Silésie, et mort le 30 mai 1982 à Berlin-Est, est un journaliste et homme politique est-allemand.

## Biographie

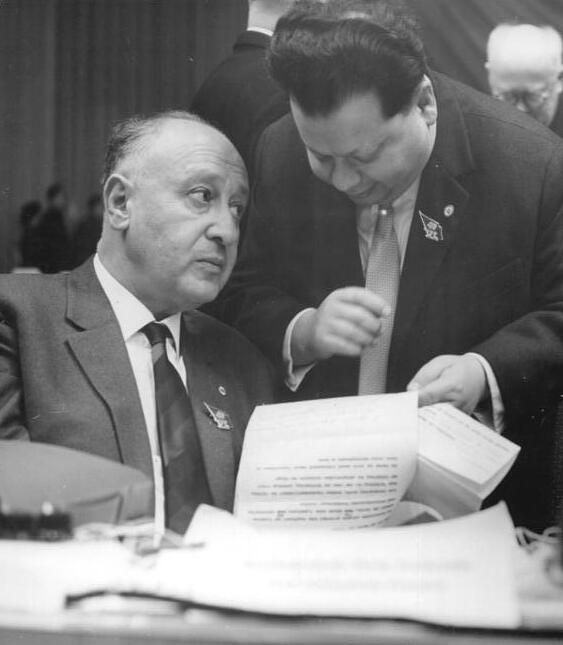
Albert Norden, à gauche, à côté d' Hermann Axen en 1963, lors du VIe congrès du SED.

Albert Norden est le fils de Joseph Norden, rabbin. Après avoir quitté l'école secondaire en 1920, il termine un apprentissage de menuisier. Par la suite, il travaille pour divers journaux socialistes et communistes tels que Die Rote Fahne et publie parfois le Bulletin d'information pour la jeunesse juive socialiste radicale. En 1919, il adhère à la Jeunesse socialiste libre, et en 1921 au Parti communiste d'Allemagne. Il est arrêté à plusieurs reprises pour des raisons politiques pendant la République de Weimar. Après l'arrivée au pouvoir des nazis, il émigre en Tchécoslovaquie en 1933, puis en France, et en 1941 aux États-Unis. À Paris en 1933, il travaille sur le Livre brun sur l'incendie du Reichstag et la terreur hitlérienne. À New York, il gagne sa vie comme ouvrier d'usine. Il est permanent de l'Association culturelle germano-américaine et travaille pour les magazines d'exil German American et Freies Deutschland (Mexique). En 1944, il est membre fondateur du Conseil pour une Allemagne démocratique. Ce n'est qu'après son retour d'émigration qu'il apprend la mort de son père en 1943 dans le camp de concentration de Theresienstadt.
À partir de 1949, il dirige pendant trois ans le service de presse du bureau d'information de la RDA et, de 1953 à 1955, il est professeur d'histoire moderne à l'Université Humboldt à Berlin-Est. À partir de 1954, Norden est premier secrétaire du nouveau Comité pour l'unité allemande en RDA, comité subordonné au Conseil des ministres de la RDA. De 1958 à 1981, il est membre du bureau politique du Comité central du SED et député à la Chambre du peuple. De 1960 à 1979, il siège au Conseil de défense nationale de la RDA.
En tant que secrétaire du Comité central du SED, il est à partir de 1955 chargé de la propagande. Il dirige une commission qui coordonne toutes les mesures et tous les processus en RDA concernant les crimes de guerre et les crimes nazis.
En 1965, Norden publie le Livre brun sur la guerre et les criminels nazis occupant des postes élevés en République fédérale et à Berlin-Ouest. L'ouvrage contient les noms de plus de 1800 nationaux-socialistes et criminels de guerre occupant des postes de direction en Allemagne de l'Ouest (plus de 2300 noms dans la 3e édition).
À partir de 1976, Norden est membre du Conseil d'État de la RDA. Il démissionne de toutes ces fonctions en 1981 en raison d'une grave maladie. Son urne est déposée au mémorial des socialistes au cimetière central de Berlin-Friedrichsfelde dans le quartier berlinois de Lichtenberg.
Albert Norden était marié. Son fils John Konrad « Johnny » Norden (* 1942) a longtemps travaillé en RDA dans les services diplomatiques.

## Distinctions
- 1951 : Prix national de la RDA
- 1958 : Ordre patriotique du mérite en argent
- 1964 : Ordre patriotique du mérite en or
- 1964 : héros du travail
- 1969 et 1981 : Ordre Karl Marx
- 1974 : Étoile de l'amitié entre les nations
- 1974 : Ordre soviétique de l'amitié des peuples
- 1979 : Grande étoile de l'amitié entre les peuples